# Allenstown
|  | No s'ha de confondre amb Allentown. |

Allenstown és una població dels Estats Units a l'estat de Nou Hampshire. Segons el cens del 2000 tenia 4.843 habitants.

## Demografia
Segons el cens del 2000, Allenstown tenia 4.843 habitants, 1.902 habitatges, i 1.253 famílies. La densitat de població era de 91,1 habitants per km².
Dels 1.902 habitatges en un 34,6% hi vivien nens de menys de 18 anys, en un 50,7% hi vivien parelles casades, en un 10% dones solteres, i en un 34,1% no eren unitats familiars. En el 27,2% dels habitatges hi vivien persones soles l'11,3% de les quals corresponia a persones de 65 anys o més que vivien soles. El nombre mitjà de persones vivint en cada habitatge era de 2,53 i el nombre mitjà de persones que vivien en cada família era de 3,06.
Per edats la població es repartia de la següent manera: un 27,3% tenia menys de 18 anys, un 6,7% entre 18 i 24, un 34,3% entre 25 i 44, un 21,1% de 45 a 60 i un 10,6% 65 anys o més.
L'edat mediana era de 36 anys. Per cada 100 dones de 18 o més anys hi havia 90 homes.
La renda mediana per habitatge era de 41.958$ i la renda mediana per família de 51.659$. Els homes tenien una renda mediana de 35.520$ mentre que les dones 25.430$. La renda per capita de la població era de 18.851$. Entorn del 2,2% de les famílies i el 3,9% de la població estaven per davall del llindar de pobresa.